# Classe Rothesay
La classe Rothesay o Type 12M (Modified) è una classe di fregate che ha servito nella marine del Regno Unito del Sudafrica e della Nuova Zelanda e sono una versione modernizzata delle fregate Type 12 della classe Whitby.

## Costruzione
La classe Rothesay fu costruita sulla stessa base della classe Type 12, che permetteva grazie alla sua forma dello scafo di ottenere elevate velocità di crociera anche in condizioni di mare non ottimali. L'armamento e l'impianto di propulsione rimasero pressoché identici. Rispetto alla classe 12M le unità della classe Rothesay subirono qualche modifica alla parte centrale dello scafo per fare posto ai missili Sea Cat e al sistema di puntamento di questo sistema d'arma. Anche la configurazione dei tubi lancia siluri risentì di qualche modifica minore rispetto alla classe precedente. Queste navi non ricevettero mai un tipo di siluro idoneo alle loro necessità e così il sistema d'arma non venne mai utilizzato. Rispetto alla classe 12M anche la qualità degli alloggi fu decisamente migliorata con più spazio per l'equipaggio e con un sistema di condizionamento nella maggior parte dei locali. L'esperienza accumulata con la costruzione della classe Rothesay fu fondamentale per la progettazione della Type 12I.

## Modifiche
Le sempre migliori prestazioni delle unità sottomarine resero necessario un aggiornamento di queste unità per quanto riguarda il loro armamento. le unità della classe Rothesay furono dotate di nuovi sistemi sonar simili a quelli utilizzati a bordo dee battelli della classe Type 177 e classe Type 199. per contrastare unità sottomarine a grandi distanze la Royal Navy adottò le unità MATCH (MAnned Torpedo Carrying Helicopter), che non erano altre che dei Westland Wasp HAS.1 armati con dei siluri. Per fare posto al hangar e al ponte di volo per fare decollare ed atterrare l'elicottero imbarcato a bordo di ogni unità, tutte le navi della classe Rothesay furono modificate a partire dal 1966. La prima unità ad essere sottoposta a tale modifica fu la HMS Rothesay, mentre l'ultima unità modificata fu consegnata nel 1972.
Durante queste modifiche alle quali furono sottoposte tutte le unità di questa classe anche l'armamento e l'elettronica di bordo fu aggiornata. Il lanciamissili Sea Cat fu spostato insieme al sistema di puntamento per fare posto all'hangar, mentre il mortaio Limbo fu completamente rimosso. Per quanto riguarda l'elettronica di bordo il sistema di puntamento Mark 6M fu sostituito da un più moderno sistema di puntamento del tipo MRS3. Infine su entrambi i lati dello scafo furono installato al posto delle vecchie mitragliatrici da 20 mm Oerlikon un sistema per le contromisure in caso la nave si trovasse sotto fuoco nemico.

## Servizio
La classe Rothesay prestò servizio principalmente negli anni sessanta e settanta. A partire dai primi anni ottanta molte delle unità furono poste in riserva o furono assegnate a compiti di pattugliamento delle coste. Con la guerra delle isole Falkland però le unità tornarono in servizio attivo e le navi HMS Plymouth e HMS Yarmouth furono inviate al seguito della Task force. Le restanti unità ritornarono in servizio a pieno regime per compensare le perdite subite durante questo conflitto in attesa di essere sostituite da unità più moderne. L'ultima unità di questa classe fu ritirata nel 1988. Con il ritiro dal servizio della classe Rothesay furono ritirati dal servizio anche tutti gli elicotteri del tipo Wasp. Le unità che sostituirono le unità della classe Rothesay furono dotate di elicotteri Westland Lynx.
| Royal Navy - Classe Rothesay | Royal Navy - Classe Rothesay | Royal Navy - Classe Rothesay | Royal Navy - Classe Rothesay | Royal Navy - Classe Rothesay | Royal Navy - Classe Rothesay | Royal Navy - Classe Rothesay | Royal Navy - Classe Rothesay                         |
| Nome                         | Matricola                    | Codice                       | Costruttore                  | Commissionata                | varata                       | entrata in servizio          | ritirata                                             |
| ---------------------------- | ---------------------------- | ---------------------------- | ---------------------------- | ---------------------------- | ---------------------------- | ---------------------------- | ---------------------------------------------------- |
| Rothesay                     | F107                         | RO                           | Yarrow, Scotstoun            | 6 novembre 1956              | 9 dicembre 1957              | 23 aprile 1960               | ritirata nel 1988, demolita nel 1989                 |
| Londonderry                  | F108                         | LD                           | J. Samuel White, Cowes       | 15 novembre 1956             | 20 maggio 1958               | 20 ottobre 1961              | ritirata nel 1984, affondata come bersaglio nel 1989 |
| Brighton                     | F106                         | BR                           | Yarrow                       | 23 luglio 1957               | 30 ottobre 1959              | 29 settembre 1961            | ritirata nel 1981, demolita nel 1985                 |
| Yarmouth                     | F101                         | YM                           | John Brown, Clydebank        | 29 novembre 1957             | 23 marzo 1959                | 26 marzo 1960                | ritirata nel 1985, affondata come bersaglio nel 1987 |
| Falmouth                     | F113                         | FM                           | Swan Hunter, Wallsend        | 23 novembre 1957             | 15 dicembre 1959             | 25 luglio 1961               | ritirata nel 1984, demolita nel 1988                 |
| Rhyl                         | F129                         | RL                           | HM Dockyard, Portsmouth      | 23 gennaio 1958              | 23 aprile 1959               | 31 ottobre 1960              | ritirata nel 1983, affondata come bersaglio nel 1985 |
| Lowestoft                    | F103                         | LT                           | Alex Stephens, Govan         | 19 giugno 1958               | 23 giugno 1960               | 26 settembre 1961            | ritirata nel 1985, affondata come bersaglio nel 1986 |
| Berwick                      | F115                         | ?                            | Harland & Wolff, Belfast     | 16 giugno 1958               | 15 dicembre 1959             | 1º giugno 1961               | ritirata nel 1985, affondata come bersaglio nel 1986 |
| Plymouth                     | F126                         | PL                           | HM Dockyard, Devonport       | 1º luglio 1958               | 20 luglio 1959               | 11 maggio 1961               | ritirata nel 1988, esposta a Birkenhead              |

## Esportazione
Le unità della classe Rothesay non furono utilizzate esclusivamente da parte della marina militare britannica ma diverse unità furono anche prodotte per la marina militare sudafricana e per la marina militare neozelandese.

### Sud Africa
Il Sudafrica ordinò alla fine degli anni cinquanta per la propria marina 3 fregate Type 12 che costituirono la Classe President, in quanto le unità avevano nomi di presidenti sudafricani. L'acquisto di queste unità avvenne nell'ambito dell'accordo di Simon's Town, in base al quale il Regno Unito trasferiva al governo del Sud Africa, all'epoca membro del Commonwealth britannico, il comando della Marina Sudafricana ed in cambio il Sud Africa concedeva l'uso delle sue basi navali alla Royal Navy. L'accordo, siglato nel 1955, prevedeva l'acquisto da parte del Sud Africa, nell'arco di otto anni, di unità navali per un totale di £18 milioni, da costruire nei cantieri inglesi.

#### Classe President
Le unità vennero costruite nei cantieri Yarrow di Glasgow e la prima unità, la fregata President Kruger, venne consegnata nell'ottobre del 1960, cui seguirono nel 1962 e nel 1963 le altre due unità denominate President Pretorius e President Steyn.
| South African Navy - President Class | South African Navy - President Class | South African Navy - President Class | South African Navy - President Class                                             | South African Navy - President Class |
| Nome                                 | Matricola                            | Entrata in servizio                  | Destino finale                                                                   |                                      |
| ------------------------------------ | ------------------------------------ | ------------------------------------ | -------------------------------------------------------------------------------- | ------------------------------------ |
| SAS President Kruger                 | F 150                                | 21 ottobre 1960                      | affondato in una collisione con il rifornitore SAS Tafelberg il 18 febbraio 1982 |                                      |
| SAS President Pretorius              | F 145                                | 28 settembre 1962                    | usato come bersaglio e affondato nel 1990 dal fuoco di un cannone navale         |                                      |
| SAS President Steyn                  | F 147                                | 23 novembre 1963                     | venduto per demolizione nel 1990                                                 |                                      |

Le unità della Classe President vennero impiegate nelle operazioni al confine tra Namibia e Angola durante la Guerra di indipendenza della Namibia e le fregate President Kruger e President Steyn furono protagoniste nell'incidente dell'Ambrizete,7°13′25″S 12°51′24″E quando durante l'Operazione Savannah, il 28 novembre 1975 i loro elicotteri riuscirono a mettere in salvo 26 uomini di un commando che era penetrato in territorio angolano.
Il President Kruger affondò il 18 febbraio 1982 in seguito ad una collisione con la nave da rifornimento SAS Tafelberg a circa 87 miglia a sud-ovest di Capo di Buona Speranza mentre era impegnato con il gemello President Pretorius in un'esercitazione antisommergibile. Nell'incidente persero la vita sedici membri dell'equipaggio, mentre gli altri furono messi in salvo da elicotteri Westland Wasp delle altre fregate.
Le altre due unità vennero dismesse nel 1990. Il President Steyn venne venduto per la demolizione, mentre il President Pretorius venne usato come bersaglio per un cannone navale ed affondato.